# PPG Paints Arena
A PPG Paints Arena, anteriormente conhecida como Consol Energy Center, é um estádio de esportes indoor e arena de eventos na cidade de Pittsburgh, estado da Pensilvânia, nos Estados Unidos, inaugurado em 1 de agosto de 2010 para a temporada de 2010-11., após a construção ter-se iniciado em 14 de agosto de 2008. É a substituta da Mellon Arena, estádio que o Pittsburgh Penguins, time de hóquei no gelo da cidade na NHL, utilizara desde sua fundação, em 1967. Foi o primeiro estádio da NHL a receber certificação ambiental.

## Planejamento

### Financiamento

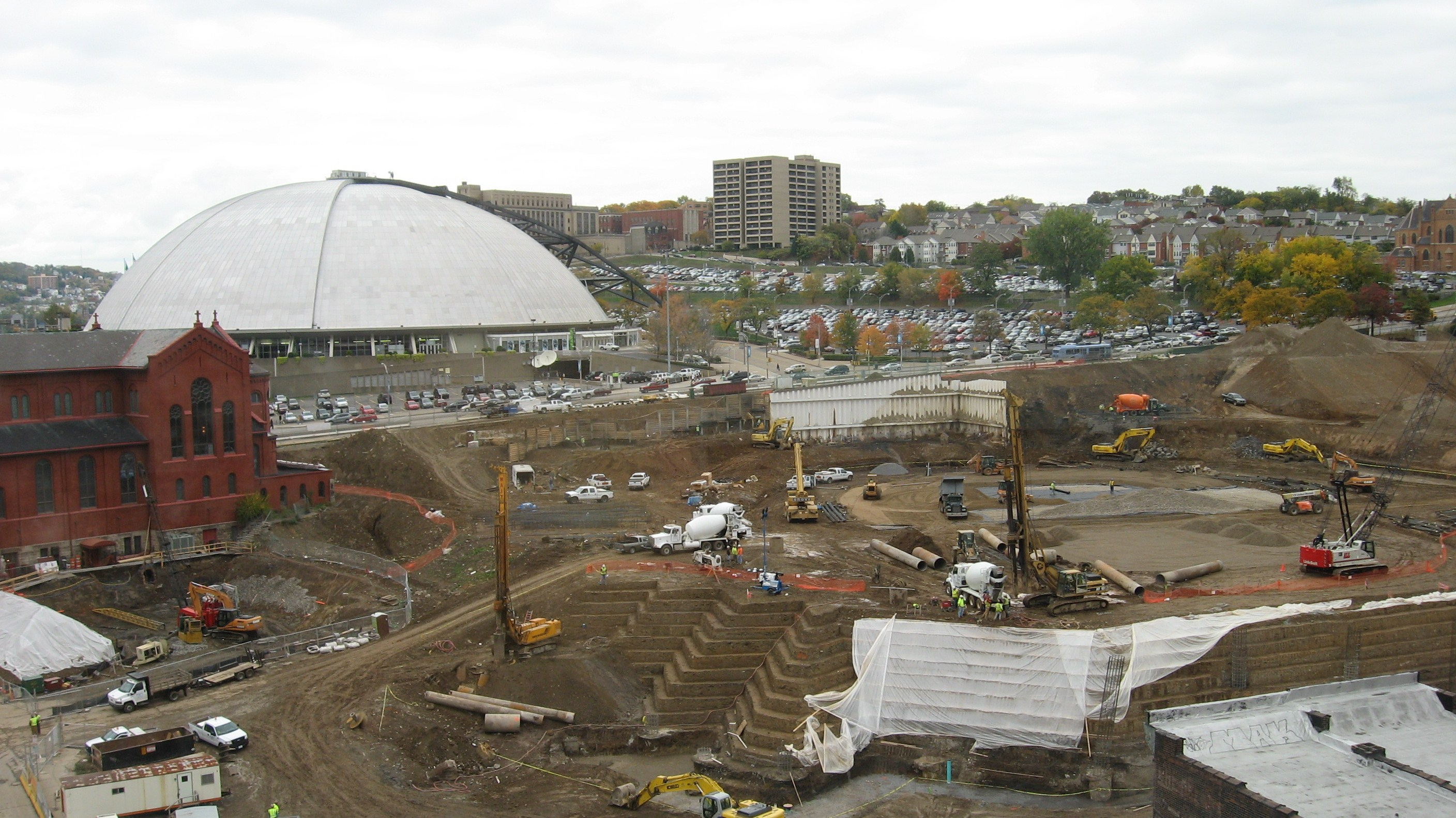
Construção do estádio em foto de outubro de 2008

O Pittsburgh Penguins estudava opções para construir um estádio substituto para a Mellon Arena, estádio mais antigo e de menor capacidade da NHL, desde que o grupo liderado pelo ex-jogador Mario Lemieux comprou o time, em 1999. Para Lemieux, não seria possível o time sobreviver na cidade sem um novo estádio. Em uma tentativa de não usar dinheiro público, os Penguins inscreveram-se para uma licença de operação de máquinas de caça-níqueis no estádio da Pensilvânia. A licença foi dada, mas era necessário que um cassino fizesse a operação, por isso os Penguins fizeram um acordo com os Cassinos Isle of Capri, que se ofereceram para financiar totalmente um estádio que custasse até 290 milhões de dólares se a empresa pudesse construir um cassino de quinhentos milhões de dólares nos arredores. Em 20 de dezembro de 2006, a licença de operação foi dada a outro cassino, o Majestic Star, que concordou em pagar 7,5 milhões de dólares anualmente pelos primeiros trinta anos, que se somariam a um pagamento anual de 4,3 milhões de dólares feito pelos Penguins e outro de 7,5 milhões de dólares advindos de um fundo estadual alimentado pela receita com máquinas caça-níqueis. O cassino escolhido enfrentou dificuldades financeiras, o que fez com que os contribuintes financiassem todo o projeto. Entretanto, em 14 de agosto de 2008, o governo da Pensilvânia escolheu um novo dono para os cassinos, o que afastou um risco iminente de concordata.
Em outubro do mesmo ano, os Penguins fizeram um acordo com o Grupo Horizon Properties para construir um hotel de 142 quartos adjacente ao estádio, cuja marca seria Cambria Suites Hotel, do grupo Choice, e que teria dois aparelhos de televisão de LCD e um tocador de CD e DVD por apartamento. A previsão era de que o hotel fosse inaugurado em agosto de 2010. O terreno pertencia ao poder público, mas os Penguins puderam usar um crédito financiado para adquiri-lo, e o processo de compra foi finalizado em 7 de maio de 2009, por um total de 475 mil dólares, retirados de um fundo de compensação pela receita de estacionamento que seria perdida quando a área anteriormente ocupada pela Mellon Arena fosse reestruturada. O projeto do hotel foi considerado pelo time como "o primeiro passo" de um plano, classificado pelo jornal Pittsburgh Post-Gazette como ambicioso, de transformar todo o perímetro do estádio em um empreendimento misto residencial, comercial e empresarial. Ainda havia planos para a construção de um restaurante e uma academia.
O acordo para a construção do estádio foi fechado em 13 de março de 2007 por Lemieux, proprietário dos Penguins, pelo prefeito de Pittsburgh, Luke Ravenstahl, e pelo governador da Pensilvânia, Ed Rendell, depois de muita negociação. Durante as negociações, os Penguins estudaram mudar o time para Kansas City ou Las Vegas; depois que o acordo foi selado, os Penguins concordaram em ficar em Pittsburgh por no mínimo mais trinta anos. Lemieux, entretanto, admitiria mais tarde, durante a cerimônia de lançamento da pedra fundamental do novo estádio, que a realocação da franquia nunca tinha sido uma possibilidade, mas apenas uma tática de negociação para ajudar o time a conseguir o financiamento da construção por parte tanto do estado como da cidade. Nos planos originais, a previsão de inauguração do estádio era para a temporada de 2009–10, mas ela foi adiada para a temporada seguinte. A previsão inicial de custos foi baseada na estimativa original dos Cassinos Isle of Capri (290 milhões de dólares), mas foi aumentada para 321 milhões de dólares cerca de três meses depois de a construção começar. Depois de meses de litígio, o Rivers Casino assumiu em novembro de 2009 os pagamentos anuais de 7,5 milhões de dólares até 2038 e, em contrapartida, recebeu garantias de que outro cassino só poderia se instalar num raio de sessenta milhas caso assumisse o pagamento proporcional das parcelas anuais.
Em 15 de dezembro de 2008, foi anunciado que a companhia de carvão e gás Consol Energy comprara os direitos sobre o nome do estádio por 21 anos, por um total de no mínimo 104 milhões de dólares, muito mais do que os contratos dos outros estádios da cidade, Heinz Field, PNC Park e Mellon Arena. A negociação levou cerca de seis meses e, segundo David Morehouse, presidente dos Penguins, envolveu ainda "seis ou sete" empresas locais. Além de colocar seu nome no estádio, a empresa passou a ter permissão para usá-lo para eventos corporativos, mas não pretendia interferir na administração do clube. "A pessoa mais inteligente na Consol em relação a hóquei seria de longe a mais burra nesse assunto nos Penguins, então deixaremos o hóquei com eles", disse em outubro de 2010 Nick Deluliis, COO da empresa. Após a divulgação do nome do estádio passaram a surgir inúmeras sugestões de apelidos, mas nenhum acabaria escolhido.
Em 4 de outubro de 2016, entretanto, os Penguins anunciaram um acordo em que a PPG Industries, uma empresa com sede em Pittsburgh, substituiria a Consol Energy Inc. e colocaria imediatamente uma de suas marcas no nome do estádio pelos vinte anos seguintes. O nome passaria a ser PPG Paints Arena. "PPG é um nome que é parte da história de Pittsburgh", explicou David Morehouse, CEO dos Penguins. "Ele está gravado na textura da cidade." Os valores do acordo não foram anunciados, porém o jornal Pittsburgh Post-Gazette conversou com um "especialista do mercado", que especulou uma anualidade entre quatro milhões e nove milhões de dólares, considerando que o time tinha acabado de conquistar a Copa Stanley. Apesar de ter rescindido o contrato de naming rights quinze anos antes de seu fim, a Consol permaneceria como patrocinadora corporativa em uma renegociação do contrato com duração de catorze anos e menor custo. O último passo da mudança de nome foi a nova placa definitiva, instalada apenas em 28 de fevereiro de 2017, quase cinco meses após o anúncio da troca.
O time discutiu o patrocínio dos nomes de seções dentro do estádio, o que acabou fechado — no total, os "acordos de negócios" foram feitos com mais de uma centena de empresas. O contrato de locação, em uma base de 4,1 milhões de dólares anuais, permite aos Penguins ficar com toda a receita de jogos e eventos no estádio, depois de descontadas as despesas. O time também é o responsável pela operação e manutenção do edifício.

### Projeto
Previa-se que estádio ajudaria a melhorar o bairro onde está sendo construído: há planos para se construir um bar e um supermercado nas proximidades. Esperava-se que um hotel de quatro ou cinco estrelas, com 110 a 115 apartamentos, começasse a ser construído no verão setentrional de 2010, assim como um condomínio de cerca de cinquenta apartamentos, a ser vendidos por pouco menos de 400 mil dólares.
"Uma vantagem de ser [o último estádio a ser construído] é que você pode ver o que fizeram em outros lugares", explicou Tom McMillan, vice-presidente de Comunicações do clube, em outubro de 2010. "A melhor pergunta que fizemos não foi 'Do que você gosta?', mas 'O que você teria feito de diferente?'. Cada decisão foi tomada com o intento de trazer a melhor experiência para o torcedor. Mas quando você entrar lá, perceberá que é um estádio de Pittsburgh. Ele serve direitinho à nossa marca: um time jovem com torcedores jovens. Ele reflete a nova Pittsburgh, a Pittsburgh da tecnologia que ainda respeita seu passado proletário."
O interior da arena foi projetado para ser o mais confortável entre os estádios esportivos dos Estados Unidos. Os 66 camarotes com amenidades, com aluguéis entre 115 mil e 150 mil dólares por ano (quatro deles estariam disponíveis para ser alugados para um jogo só), têm piso de cerâmica italiana, armários de bambu e aparadores de quartzo, em uma altura mediana, ao contrário da Mellon Arena, em que ficavam bem no topo, prejudicando a visão. Ao contrário do que ocorria no estádio antigo, cujos camarotes eram separados do ambiente por vidro, os camarotes do Consol Energy Center são abertos. Além disso, os assentos individuais são acolchoados e têm maior espaço para as pernas e uma melhor vista em geral sem obstruções, e há corredores abertos por trás das arquibancadas de onde mesmo quem está na fila de alguma loja ou lanchonete consegue assistir ao jogo. Os assentos na arquibancada superior têm cerca de 51 centímetros de largura e 84 centímetros de espaço para as pernas, sendo que na arquibancada superior essa última medida é de 89 centímetros. As fileiras de assentos têm maior diferença de altura, para diminuir o problema de obstrução de visão pela pessoa sentada à frente, e essa inclinação é ainda mais acentuada na arquibancada superior. A PPG Paints Arena também cumpre e excede as normas de acessibilidade da lei que rege esse tema nos Estados Unidos. Muitos detalhes das paredes e dos carpetes são em preto e dourado — as cores do time —, e outros detalhes são em azul e prata.
"Fosse nas lojas, no interior do estádio ou nas obras de arte, só tentamos fazer tudo ter o mesmo visual e que essa experiência consistente estivesse ao redor do estádio, e foi tudo baseado na nossa pesquisa feita com usuários", disse Christine Astorino, fundadora e CEO da empresa contratada pelos Penguins para fazer o design do interior do estádio, ao jornal Pittsburgh Post-Gazette, em junho de 2010. "Descobrimos que os torcedores apreciam todos os aspectos do hóquei; não apenas vir aqui e experimentar a energia, mas as raízes do jogo, a nostalgia do esporte. Os torcedores até sentiam que a Mellon Arena era como uma segunda casa para eles, então o novo estádio teria que de alguma maneira incorporar isso, fazer com que eles se sentissem confortáveis e bem-vindos, mas que, ao mesmo tempo, fosse uma experiência totalmente nova e inovadora, que tivesse muito mais a ver com a nova identidade dos Penguins." A pesquisa mencionada por Astorino foi feita com torcedores, que puderam até fazer colagens, listar metáforas e contar histórias de infância do que o hóquei representava para eles.
O estádio tem diversas cadeias de restaurantes, da Primanti Bros., sanduicheria tradicional de Pittsburgh, à Pizza Hut.
O estádio ainda pretendia alcançar a certificação ouro da Leadership in Energy and Environmental Design (LEED; em tradução livre: "Liderança em Design Energético e Ambiental"), a primeira de qualquer estádio da NHL e a segunda maior entre as quatro classificações da agência ambiental. Os aparelhos de reparo do gelo, conhecidos como "zambonis", são movidos a propano, em vez de gasolina, para emissões menores de poluentes, e podem ser abastecidos dentro do estádio, ao contrário das máquinas em uso na Mellon Arena, que tinham de ser abastecidas do lado de fora. Eles custaram 161 848 dólares. Os racks das lojas dentro do estádio são feitos de bambu reciclado. O estádio conta com uma garagem de quatro andares anexa, com capacidade para quinhentos carros, além de 48 vagas para carros compactos e 28 para veículos de baixa emissão. Além disso, o equipamento para manutenção do gelo foi desenhado especificamente para diminuir o impacto de altas temperaturas externas na superfície de jogo.
O então CEO do clube, Ken Sawyer, garantiu em março de 2010 que foi dada atenção à superfície de jogo: "Ela é muito importante para o nosso esporte. Estamos esperando ter um gelo melhor do que temos [na Mellon Arena], e certamente estamos fazendo tudo o que podemos para ter o melhor gelo." Como o fator mais determinante para a qualidade do gelo é quantidade de umidade no ar, investiu-se em materiais que isolem o interior do estádio o máximo possível, com um sistema de desumidificação personalizado, programado para se adequar de acordo com a umidade interna. O estádio tem controle de temperatura ajustável para manter as condições certas dependendo se o estádio estiver lotado ou vazio para um treino. Sawyer disse ter superado os padrões da NHL em termos de homogeneidade e nivelamento da superfície de jogo. Já a superfície de madeira usada em jogos de bola ao cesto foi recondicionada de uma das usadas no torneio universitário de 2010, feita pela empresa Connor Sport Court International e comprada por 86 548 dólares.
Para os jogadores, Ron Burkle, co-dono do time, propôs que o clube identificasse qual era o melhor vestiário da liga, para que ele financiasse um ainda melhor no Consol Energy Center. O vestiário tem formato oval. A academia também é das mais modernas e inclui uma piscina com uma esteira submergível para diminuir o impacto nas pernas de jogadores contundidos. "Um time não pode gastar com jogadores mais do que o teto salarial permite", explicou McMillan em outubro de 2010 ao jornal Pittsburgh Post-Gazette. "Mas não havia teto para tornar [o estádio] um local de primeira classe para nossos jogadores." O vestiário dos visitantes também foi bastante melhorado em relação ao que havia na Mellon Arena.
O sistema de placar e telão do estádio foi aprovado em julho de 2009 pelo preço de 8,37 milhões de dólares. A projeção de gastos com reursos de transmissão de vídeo superava os dez milhões de dólares. Há cerca de quarenta ângulos de câmeras no estádio, um número consideravelmente maior que na Mellon Arena, o que deve permitir mais closes e filmagens de lances isolados. Torcedores nos camarotes têm acesso por meio de uma tela com touch screen a diversos ângulos que não estarão disponíveis na transmissão normal.
O estádio tem ainda uma série de recursos multimídia, como uma "Copa Stanley virtual", que pode ser acessada como um iPod, e um monitor de LCD gigante em alta resolução com conteúdo direcionado para crianças. O sistema de som tem 250 alto-falantes adicionais além dos disponíveis sobre a superfície de jogo e arquibancadas, incluindo nos elevadores e banheiros. Desde meados de 2008 o time estudava colocar uma estátua do lado de fora do estádio. Embora não tenha sido divulgado na época quem seria o homenageado, cogitava-se que fosse Lemieux. A estátua, de Lemieux, baseada em uma foto de 1988, foi inaugurada em 7 de março de 2012. Também do lado de fora foi mantido um recurso que foi usado na Mellon Arena com sucesso a partir de 2008: um telão que transmitia as partidas, atraindo milhares de torcedores. "Os torcedores certamente gostam da experiência", disse Travis Williams, um dos vice-presidentes dos Penguins, ao jornal Pittsburgh Post-Gazette em  maio de 2010. "E nós certamente gostamos do fato de que os torcedores gostam. Se eles não conseguirem ingressos para o jogo, queremos torná-lo o mais acessível possível. E esperamos que isso continue no Consol Energy Center."

### Construção

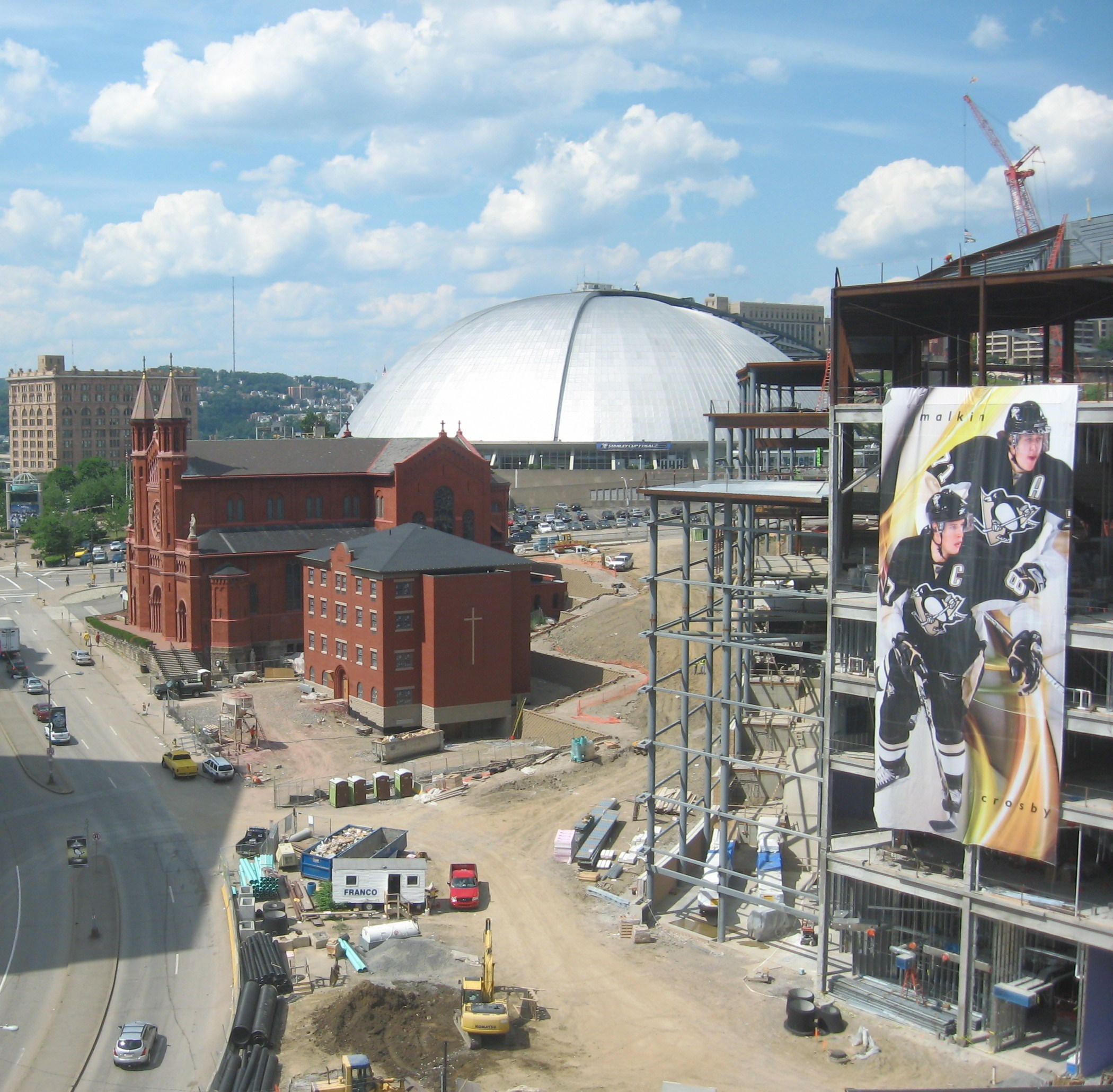
A construção em junho de 2009

Foi contratada a empresa HOK Sport (hoje Populous), que já tinha feito o projeto dos outros estádios da cidade (PNC Park, de beisebol, e Heinz Field, de futebol americano), para fazer o projeto do estádio, com o Grupo ICON Venue sendo o responsável pela construção. Mais de uma dúzia de prédios foram demolidos para dar lugar ao novo estádio Em 8 de abril de 2008 a HOK Sport apresentou os primeiros desenhos e modelos à Comissão de Planejamento da Cidade de Pittsburgh e recebeu comentários negativos a respeito. O arquiteto local Rob Pfaffmann chegou a dizer: "Se eu colocar uma placa da [loja de materiais de escritório] Home Depot naquilo, vai parecer uma loja Home Depot." Em 6 de maio a HOK Sport apresentou novos modelos, que foram aprovados por unanimidade pela comissão. Para estudar novas tecnologias a ser implantadas no estádio, como "o uso em potencial nos camarotes de luxo de replays sob demanda e menus com touch-screen, os Penguins contataram o Conselho de Tecnologia de Pittsburgh, de que fazem parte mais de 1,4 mil empresas.
A capacidade original do estádio para jogos de hóquei era de 18 087, em homenagem ao número do atual astro do time, Sidney Crosby, que usa o número 87, e dezenove mil para jogos de bola ao cesto. A capacidade nas partidas de hóquei foi aumentada em trezentos lugares após a primeira temporada dos Penguins ali, passando a ser de 18 387, mantendo, assim, a homenagem a Crosby. A capacidade para concertos varia entre 14 536 e 19 758, dependendo do layout escolhido. Há ainda dois mil camarotes e 66 camarotes de luxo, este último número em homenagem ao que Lemieux usava quando jogador. Ken Sawyer, CEO dos Penguins, solicitou que o interior do estádio fosse inspirado na Jobing.com Arena, em Phoenix. "Fiquei maravilhado com os assentos de lá", declarou Sawyer. "Mesmo quando eu estava em um nível alto eu tinha uma boa visão."
Lemieux, junto com representantes do governo estadual e local, lançou a pedra fundamental do estádio em 14 de agosto de 2008. Foram usadas na cerimônia pás cujos cabos foram feitos a partir de tacos usados por Crosby. A estrutura de aço começou a ser erguida em 17 de dezembro de 2008, com as oito mil peças de aço usadas pesando sete mil toneladas. Em 13 de agosto, a um dia do primeiro aniversário do lançamento da pedra fundamental, a última viga de aço da estrutura foi colocada, contendo as assinaturas de cada um dos operários que trabalharam na obra. Em outubro o presidente dos Penguins, Ken Sawyer, garantiu que a obra estava correndo muito bem e que estava prevista para ser entregue em 1 de agosto de 2010, a tempo de ser usada para a temporada 2010-11 da NHL. A superfície de gelo e o maquinário que a mantém deveriam ser colocados antes do fim do ano, antes do previsto.
A construção ainda serviu de palco para a mostra de arte "Construction as Canvas" ("Construção como tela" em tradução livre), aberta em outubro de 2009 nas cercas que rodeiam o estádio, com previsão para serem expostas por um ano. Em junho de 2010 os Penguins promoveram um teste do encanamento do estádio e para isso orgazinaram um evento, batizado de "Student Flush", em que voluntários deram a descarga simultaneamente em todas as 384 privadas e 168 mictórios do complexo. Esse tipo de teste, obrigatório em construções desse porte nos Estados Unidos, normalmente é feito sem estardalhaço. "Não sei se alguém já fez uma promoção com a descarga simultânea das privadas em um novo estádio, mas achamos que poderíamos nos divertir um pouco com isso", declarou, em um comunicado, o presidente dos Penguins, David Morehouse. Os estudantes que participam do programa de incentivo de compra de ingressos chamado "Student Rush" foram avisados por meio de mensagens de texto, e em quatro horas já havia mais de mil voluntários, mas apenas 125 seriam escolhidos, e cada um poderia levar um amigo — esse contingente de 250 estudantes juntou-se a outras duzentas pessoas, incluindo supervisores da obra, para o teste em 10 de junho. Os participantes ganharam uma camiseta com o logo do evento na frente e o nome e número de um jogador atual ou antigo do time, além de pizza e refrigerantes grátis. O sistema funcionou perfeitamente durante o teste.

### Mudança
O jornal Pittsburgh Post-Gazette especulou em dezembro de 2008 que "provavelmente" haveria aumento dos preços de ingressos quando o time se mudasse para o novo estádio, em 2010. Apesar desse possível aumento, o clube garantiu que não cobraria taxas para reservas de carnês de ingressos para lugares específicos no novo estádio e ainda divulgou que donos de carnês na Mellon Arena começariam a receber informações sobre a mudança e tabelas de preços já em 2009. Apesar disso e da crise econômica, empresas locais esgotaram os 63 camarotes postos a venda mais de um ano antes da inauguração, com preços variando entre 100 mil e 150 mil dólares.
Em maio de 2010 a região da Fifth Avenue em frente ao então Consol Energy Center não tinha ainda a explosão de investimentos que se previa inicialmente, pois os proprietários de imóveis estariam pedindo muito alto na hora de negociar, assuntando os possíveis compradores, que diziam estar preocupados com o fato de a área talvez não seja capaz de produzir movimento o bastante em dias sem eventos no estádio. Os donos de imóveis, por outro lado, reclamavam que a prefeitura não estaria fazendo o bastante para tornar a área atrativa para os investidores. Em junho de 2010 foi anunciado que o início das partidas noturnas no então Consol Energy Center seria às 19h08, meia hora mais cedo do que ocorria na Mellon Arena. O estádio também foi o foco das peças publicitárias do time às vésperas de sua inauguração. Os primeiros funcionários a se mudar para o novo estádio foram entre sessenta e setenta da área administrativa em julho.
Em agosto de 2012 foi anunciado que a SMG deixaria de administrar o complexo, passando essa função à AEG Facilities a partir de 1 de setembro. Segundo o COO dos Penguins, Travis Williams, isso poderia significar mudanças em eventos alheios à NHL. Os trabalhadores do Consol Energy Center deveriam manter seus empregos.

## Eventos

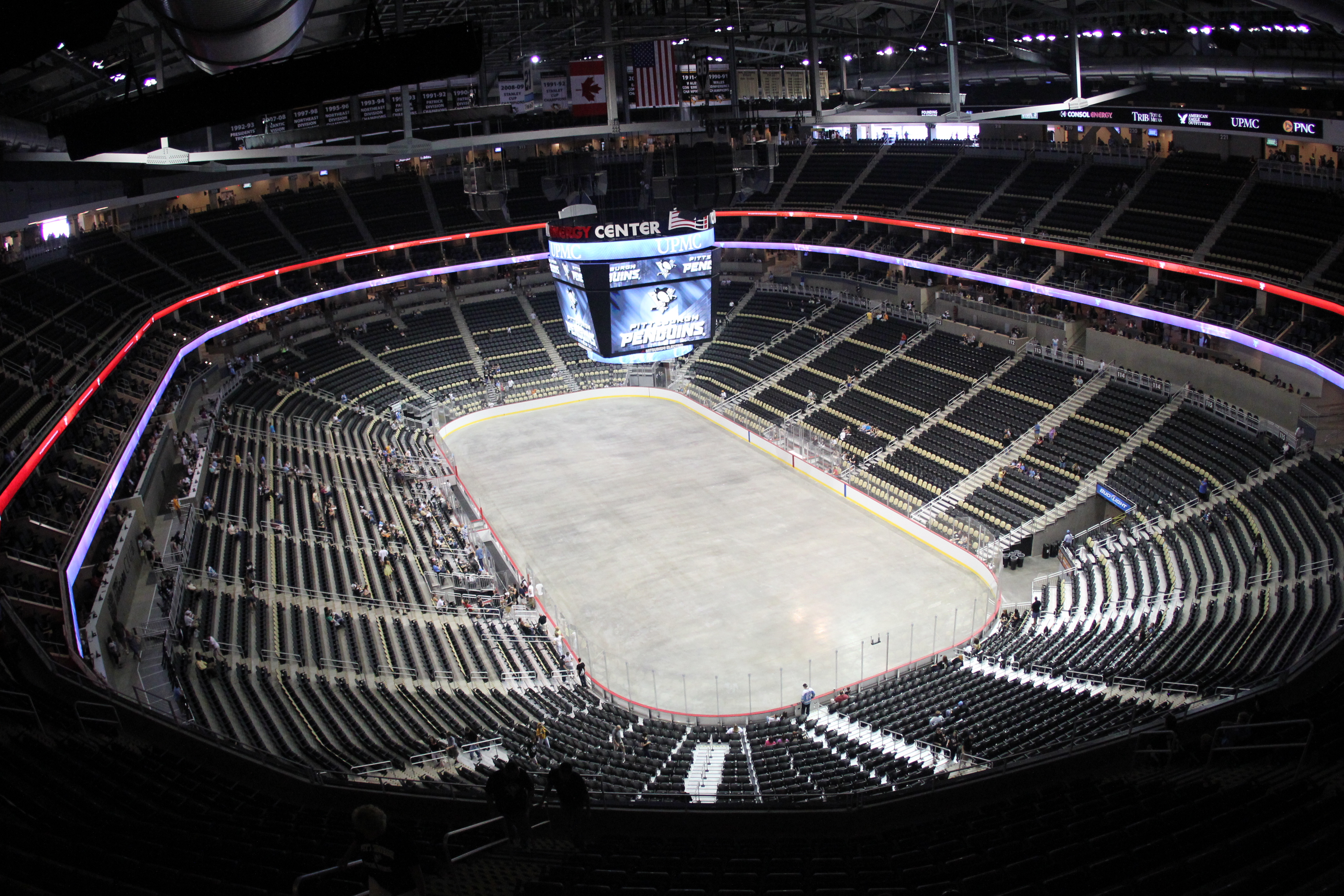
Interior PPG Paints Arena.

Cogitava-se que um dos primeiros concertos seria o de Lady Gaga, em 5 de setembro de 2010, mas o estádio foi aberto com um de Paul McCartney em 18 de agosto, para uma plateia lotada. Desde o início da construção a direção dos Penguins expressou interesse em conjunto com o comitê de turismo da cidade e a Universidade Robert Morris para receber no estádio as finais do campeonato de hóquei universitário em 2013. Em setembro de 2009 foi anunciado que o estádio receberia as duas primeiras fases de uma das chaves do mata-mata de bola ao cesto universitário em 2012. A partir de abril de 2011 o Pittsburgh Power, uma franquia de expansão da Arena Fooball League, liga de futebol americano indoor, começaria a operar no Consol Energy Center. Os Penguins tinham ainda interesse em sediar um Jogo das Estrelas da NHL, um recrutamento e uma edição do Mundial Sub-20. Eles conseguiram o recrutamento da NHL, que foi realizado na arena em 2012.
Os Penguins também tinham interesse em sediar, já em 2011, uma partida do Clássico de Inverno, evento da NHL que promove uma partida ao ar livre, o que foi confirmado em 28 de maio de 2010, garantindo que em sua primeira temporada o estádio receberia apenas 40 das 41 partidas do time em casa — a não ser que a partida tivesse de ser adiada mais de uma vez, o que a obrigaria a ser disputada no Consol Energy Center. O Detroit Red Wings foi o primeiro adversário dos Penguins no novo estádio, em partida de pré-temporada vencida pelos Penguins por 5 a 1 — o primeiro gol foi marcado pelo atacante Mike Comrie, do time da casa, aos 81 segundos de jogo. "Tínhamos grandes expectativas para este lugar", disse o CEO dos Penguins, David Morehouse, após a partida. "Ele já excedeu essas expectativas. Não daria para ser melhor. Já tem cara de casa. Já tem cara da nossa casa." Normalmente, os jogadores veteranos não têm grande motivação para jogos de pré-temporada, mas em setembro de 2010 foi diferente. "Às vezes, na pré-temporada, você quer alguns dias a mais antes de jogar sua primeira partida", contou o defensor Brooks Orpik ao jornal Pittsburgh Post-Gazette. "Mas, com o primeiro jogo sendo também o primeiro jogo em casa [no Consol Energy Center], o pessoal está torcendo mais neste ano para ser escalado." Antes disso, os dois primeiros treinos do time no novo estádio foram abertos ao público e tiveram um público de cerca de seis mil pessoas por dia. Apesar de todo o interesse, a primeira partida não teve transmissão direta pela televisão.
O grande problema apontado por jogadores e comissão técnica após os jogos de pré-temporada no local foi a qualidade do gelo. "É muita coisa nova, muita tecnologia, e muita coisa a que ainda teremos de nos acostumar", disse Jay Roberts, gerente geral do estádio. "É muito importante obter a opinião do time para fazermos ajustes." No treino dos Flyers antes da estreia oficial do estádio, o capitão do time, Mike Richards, usou um palavrão para descrever as condições do gelo. Já os jogadores do Montreal Canadiens, o segundo adversário dos Penguins no novo estádio, só tiveram elogios às novas instalações dos visitantes, como Michael Cammalleri: "Até agora, uau. O vestiário dos visitantes ganha: de longe o melhor da liga. Pode até ser melhor que alguns vestiários de times da casa."
O primeiro adversário em partidas oficiais foi o Philadelphia Flyers, em 7 de outubro, uma derrota por 3 a 2. Um dia antes da partida todos os 18 087 ingressos já estavam vendidos, sobrando apenas ingresso para audiência em pé, o que estendeu a sequência de jogos dos Penguins com lotação máxima em Pittsburgh para 167 — os 166 anteriores na Mellon Arena. O público pagante foi de 18 289, 202 acima da capacidade, incluindo o comissário da NHL, Gary Bettman, batendo o recorde de público para um jogo de hóquei na cidade e o 167.º jogo seguido dos Penguins com capacidade esgotada. A fila para comprar ingressos foi formada às 8h30 do dia anterior ao jogo, quando o primeiro torcedor chegou, e Morehouse e o gerente geral Ray Shero apareceram para oferecer café e donuts. Com o estádio lotado, tanto as festividades antes de a partida começar como o próprio jogo foram transmitidos para um telão do lado de fora. "O telão do lado de fora tornou-se tão representativo de hóquei nos playoffs em Pittsburgh que achamos que seria excelente montá-lo para o primeiro jogo", explicou Morehouse. Na cerimônia oficial de inauguração Lemieux foi ao centro do rinque com uma garrafinha contendo gelo derretido da Mellon Arena, levantou-a diante de aplausos e derramou o líquido sobre o gelo do Consol Energy Center. Bettman, que chegou vinte minutos atrasado por causa do trânsito, e Lemieux deixaram cair o primeiro disco cerimonial. Já os jogadores chegaram em veículos utilitários esportivos e entraram no estádio andando sobre um tapete vermelho. O primeiro gol foi marcado por Daniel Brière, dos Flyers, aos 2:51 do segundo período, em vantagem numérica. Já o primeiro gols dos Penguins foi marcado por Tyler Kennedy aos 44 segundos do terceiro período.
No segundo jogo no estádio, contra o Montreal Canadiens, os Penguins conseguiram sua primeira vantagem, quando Mark Letestu marcou 2 a 1 no início do terceiro período, mas perderiam a partida por 3 a 2, assim como a seguinte, para o Toronto Maple Leafs, por 4 a 3. Foi apenas a quarta vez na história que o clube perdeu os três primeiros jogos em casa. A primeira vitória dos Penguins no estádio só viria no quarto jogo, em 15 de outubro, contra o New York Islanders. Além de serem o primeiro adversário derrotado no Consol Energy Center, os Islanders também foram o último a ser batido pelos Penguins na Mellon Arena em um jogo de temporada regular. A vitória por 3 a 2 veio apenas na prorrogação, com um gol de Alex Goligoski.
A qualidade do gelo seguiu sendo questionada nos primeiros meses da temporada, mas os jogadores só começaram a notar melhoras depois de uma visita de Dan Craig, considerado "o guru da NHL para assuntos relacionados ao gelo", segundo o Post-Gazette. "No começo da temporada, estava horrível", disse Goligoski no fim de novembro. "Mas eu diria que está praticamente normal agora. Não tenho certeza de quando [começou a melhorar], mas definitivamente parece ter melhorado." Já em fevereiro não havia mais reclamações.
A primeira temporada regular no novo estádio foi encerrada com campanha de 25 vitórias e quinze derrotas, sendo duas delas após o tempo regulamentar. Ao contrário da primeira partida de temporada regular, os Penguins ganharam sua primeira partida em playoffs no estádio, em 13 de abril, por 3 a 0 sobre o Tampa Bay Lightning. A lotação máxima nessa partida foi a 207.ª consecutiva do time, incluindo jogos na antiga Civic Arena. Os Penguins, entretanto, perderam as três partidas seguintes no prédio e foram eliminados pelo Lightning em sete jogos.
A partida contra o Ottawa Senators, em 25 de novembro de 2011, levou ao estádio 18 610 pessoas, então seu recorde de público para um jogo de hóquei. Em 22 de março de 2012 o Nashville Predators enfrentou os Penguins no Consol Energy Center, e a partir de então todos os times da NHL já tinham atuado no estádio.
Naquele mesmo mês de março de 2012 o Consol Energy Center sediou algumas partidas do mata-mata universitário de bola ao cesto. Para o evento, a NCAA, entidade que coordena o esporte universitário norte-americano, detinha todos os direitos de publicidade dentro da arena, o que obrigou a administração do local a cobrir todo o material publicitário original durante as partidas. Além disso, a própria NCAA cedeu o piso a ser usado na quadra, mesmo com o piso original tendo sido comprado da própria entidade. Esperava-se um público de cerca de dezenove mil pessoas para as partidas.
O clube candidatou-se a sediar o recrutamento da NHL de 2012, o que acabaria sendo aceito pela liga, que divulgou a informação em outubro do ano anterior: o evento seria realizado em 22 e 23 de junho de 2012 no Consol Energy Center. No evento que anunciou a escolha do estádio como sede do recrutamento, o presidente dos Penguins, David Morehouse, avisou que o time também tinha a intenção de receber o Jogo das Estrelas num futuro próximo: "O comissário [da NHL] agora sabe que, já que recebemos o Clássico de Inverno e o recrutamento, eu vou ficar pressionando para ter o Jogo das Estrelas." A última vez que a cidade havia recebido o recrutamento da liga de hóquei no gelo fora em 1997, quando o evento era muito menor. "Quando a candidatura de Pittsburgh surgiu, pensei 'Tudo bem, já me decidi'", declarou um dos membros do comitê que todo ano escolhe a cidade que receberá o recrutamento. "Sinto falta do charme [da Civic Arena], mas não sei como faríamos o recrutamento naquele estádio."
O recorde de público para uma partida de hóquei no estádio foi novamente batido em 23 de janeiro de 2013, quando 18 641 pessoas presenciaram a derrota dos Penguins por 5 a 2 para o Toronto Maple Leafs. Esse recorde foi batido apenas seis dias depois, quando 18 657 espectadores testemunharam a derrota por 4 a 1 para os Islanders, e depois, novamente, em 10 de fevereiro, quando 18 658 pessoas foram ao estádio para a derrota por 3 a 1 diante dos Devils (recorde que seria igualado em 16 de março), e em 17 de março, contra os Bruins, com público de 18 659 pessoas. Ainda naquele mês, foi divulgado que o estádio sediaria, em 26 de setembro, o All-American Prospects Game, jogo reunindo os principais jogadores juniores dos Estados Unidos.